# Коритон, Лора
Лора Коритон (англ. Laura Coryton; род. 1993) — британская феминистская активистка и писательница. Она организовала Stop Taxing Periods, кампанию по отмене налога на тампоны в Соединённом Королевстве и освобождению продуктов для менструального цикла от НДС, руководит социальным предприятием Sex Ed Matters про отношения и половое воспитание. В 2019 году Коритон опубликовала свою первую книгу «Говори!», руководство для девочек-бунтарок.
Коритон была названа одной из «Новых радикалов» журналом The Observer и НГО Nesta в 2016 году. В декабре 2016 года Би-би-си включила её в свой список пяти женщин, которых нет в Википедии, но они должны там быть (вместе с Хатун Кади, Стефани Харви, Тесс Асплунд и Джудит Уэбб).

## Образование и карьера
Родилась 28 мая 1993 года в Девоне. Коритон окончила Голдсмитс в 2015 году и работала в Лейбористской партии, прежде чем получить степень магистра женских исследований с отличием в Оксфордском университете. Она также посол The Eve Appeal, британской благотворительной организации, которая повышает осведомленность и финансирует исследования в области гинекологического рака, и организовала проект Homeless Period Project, кампанию по поддержке доступа бездомных женщин к продуктам менструального цикла.

## Кампания Stop Taxing Periods
Коритон начала кампанию Stop Taxing Periods в мае 2014 года, когда была студенткой в Голдсмитс. Кампания была сосредоточена на онлайн-петиции на Change.org. К началу 2016 года петиция набрала более 320 000 подписей и получила мировую известность. Stop Taxing Periods также использовала протесты, демонстрации и вирусные социальные медиа.
В 2015 году кампания получила поддержку премьер-министра Дэвида Кэмерона, который признал, что отмена налога на данный вид продукции желательна, но пока не происходит из-за особенностей регулирования. Директор Change.org в Великобритании Бри Роджерс назвала Коритон успешным примером кликтивизма и влияния политической активности в Интернете на национальную политику.
В марте 2016 года парламент принял поправку к налогу на тампоны, предложенную депутатом Паулой Шеррифф, канцлер Джордж Осборн обязался в своем бюджете освободить продукты для менструального цикла от налога с продаж. С 1 января 2021 года в Великобритании отменён НДС на санитарные товары.

## Sex Ed Matters
В 2019 году Коритон стала соучредительницей социального предприятия Sex Ed Matters («сексуальное образование имеет значение»), посвященного отношениям и половому воспитанию. Организация, которой она руководит вместе со своей сестрой-близнецом Джулией, предназначена для помощи школам в реализации Учебной программы RSE, включая обучение вопросам, связанным с менструальным циклом, согласием и правам ЛГБТ.